# ألدو ليوبولد
ألدو ليوبولد (بالإنجليزية: Aldo Leopold) (11 يناير 1887- 21 أبريل 1948) كان مؤلفًا أمريكيًا، وفيلسوفًا، وعالِمًا، وعالمًا بيئيًا، وحراجيًا، ومحافظًا على البيئة، ومختصًا بيئيًا. كان أستاذًا في جامعة ويسكنسن، ويُشتهر بكتابه تقويم مقاطعة رملية (1949)، الذي باع أكثر من مليوني نسخة.
كان ليوبولد مؤثرًا في تطوير الأخلاقيات البيئية الحديثة وفي حركة الحفاظ على البرية. كان لأخلاقياته المتعلقة بالطبيعة والحفاظ على الحياة البرية تأثير عميق على الحركة البيئية، بالإضافة إلى أخلاقه المناصرة للبيئة أو الشاملة فيما يتعلق بالأرض. شدد على التنوع الحيوي وعلم البيئة وكان مؤسسًا لعلم إدارة الحياة البرية.

## بداية حياته
وُلد راند ألدو ليوبولد في برلنغتون بولاية أيوا، في 11 يناير 1887. كان والده كارل ليوبولد رجل أعمال يصنع مكاتب من خشب الجوز، وكان ابن عمة زوجته كلارا ستاركر. كان تشارلز ستاركر، والد كلارا وخال كارل، مهاجرًا ألمانيًا، حاصلًا على تعليم في الهندسة والهندسة المعمارية. سُمّي راند ألدو على اسم اثنين من شركاء والده التجاريين – سي. دبليو راند وألدو سومرز - على الرغم من أنه تخلى في النهاية عن استخدام اسم «راند». تضمنت عائلة ليوبولد أشقاء أصغر منه هم ماري لويز، وكارل ستاركر، وفريدريك. كانت لغة ليوبولد الأم هي الألمانية، على الرغم من أنه أتقن اللغة الإنجليزية في سن مبكرة.
كان الحياة في الهواء الطلق هي أبرز ما يميز حياة ألدو ليوبولد المبكرة. كان كارل يأخذ أطفاله في رحلات إلى الغابة ويعلم ابنه الأكبر الدراية بشؤون الغابات والصيد. أظهر ألدو استعدادًا للمراقبة، وقضاء ساعات في عد الطيور وفهرستها بالقرب من منزله. قالت ماري فيما بعد عن شقيقها الأكبر: «لقد كان رجلًا يحب الهواء الطلق كثيرًا، حتى منذ أن كان صغيرًا جدًا. كان دائمًا في الخارج يتسلق الجبال، أو ينزل إلى النهر، أو يعبر النهر باتجاه الغابة». التحق ليوبولد بمدرسة بروسبكت هيل الابتدائية، حيث احتل المرتبة الأولى في فصله، ثم التحق بمدرسة برلينغتون الثانوية المكتظة. في شهر أغسطس من كل سنة، كانت العائلة تقضي إجازتها في ميشيغان في جزر لي شونو المليئة بالغابات في بحيرة هورون، فكان الأطفال يذهبون لاستكشاف تلك الغابات.

## التعليم
في عام 1900، تبرع غيفورد بينشوت، الذي أشرف على قسم الحراجة المُنفذ حديثًا في وزارة الزراعة، بالمال إلى جامعة ييل لإنشاء أولى كليات الحراجة في البلاد. عندما سمع بهذا التطور، قرر ليوبولد المراهق أن يمتهن الحراجة. وافق والداه على السماح له بالذهاب إلى كلية لورانسفيل، وهي كلية تحضيرية في نيو جيرسي، بهدف تحسين فرص قبوله في جامعة ييل. كتب مدير مدرسة برلنغتون الثانوية في رسالته المرجعية لمدير لورانسفيل أن ليوبولد «صبيٌ جادٌ في المدرسة ... مجتهدٌ في عمله .... لا يسمح له طابعه الأخلاقي بتعرضه للتوبيخ». وصل ليوبولد إلى كليته الجديدة في يناير 1904، قبل فترة وجيزة من بلوغه 17 عامًا. كان يُعتبر طالبًا يقظًا، على الرغم من أنه كان منجذبًا مرة أخرى إلى الهواء الطلق في الخارج. كانت لورنسفيل تقع في منطقة ريفية، الأمر الذي ناسب ليوبولد كثيرًا؛ فقضى معظم وقته في رسم خرائط المنطقة ودراسة حياتها البرية. درس ليوبولد في كلية لورنسفيل لمدة عام، حصل خلاله على قبوله في جامعة ييل. نظرًا لأن كلية الحراجة في ييل منحت شهادات في الدراسات العليا فقط، فقد التحق أولًا بصفوف الحراجة التمهيدية في كلية شيفيلد العلمية ليحصل على شهادته الجامعية، في نيو هيفن بولاية كونيتيكت. في السابق، كان ليوبولد قادرًا على استكشاف غابات لورنسفيل وحقولها يوميًا، وأحيانًا على حساب دراسته، أما في ييل فلم تكن لديه فرصة تُذكر للقيام بذلك؛ إذ أدت دراساته ومشاركته في الحياة الاجتماعية إلى جعل رحلاته في الخارج قليلة ومتباعدة.

## وصلات خارجية
- ألدو ليوبولد على موقع IMDb (الإنجليزية)
- ألدو ليوبولد على موقع الموسوعة البريطانية (الإنجليزية)
- ألدو ليوبولد على موقع إن إن دي بي (الإنجليزية)